# Andrea Bowen

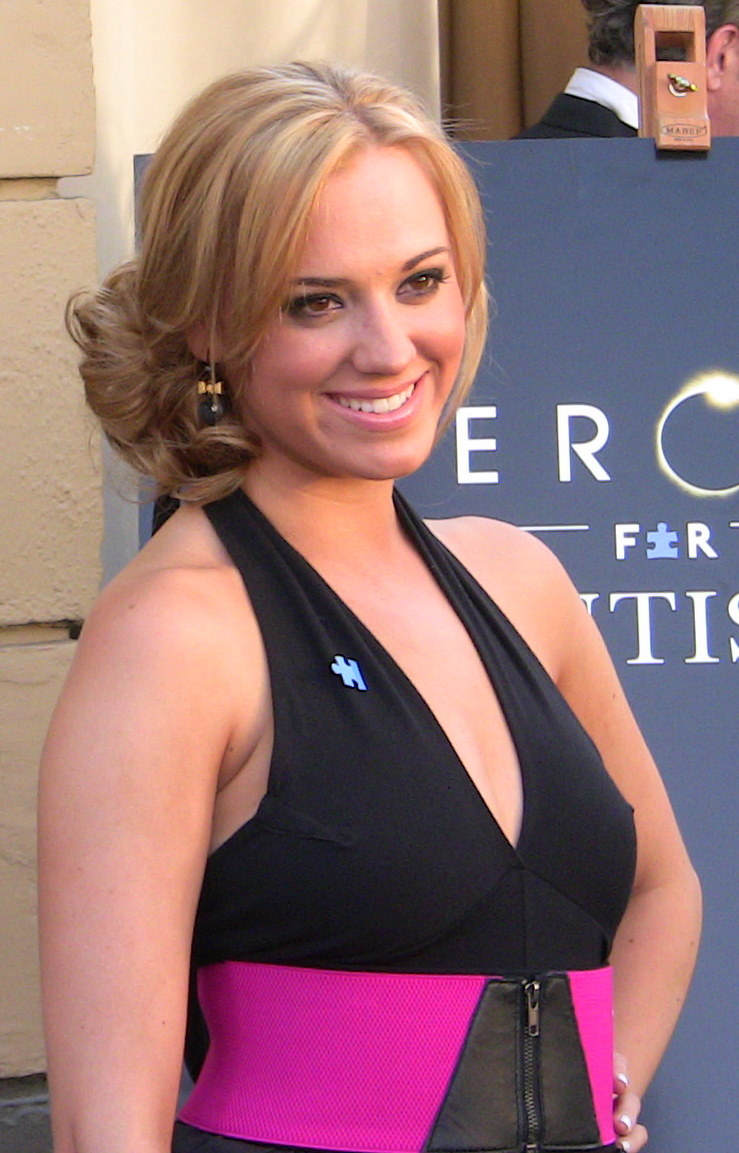
Andrea Bowen (2009)

Andrea Lauren Bowen (* 4. März 1990 in Columbus, Ohio) ist eine US-amerikanische Schauspielerin.

## Leben
Bekannt wurde sie durch ihre Rolle der Julie Mayer in der Fernsehserie Desperate Housewives, in der sie die Tochter der tollpatschigen Susan Mayer (Teri Hatcher) darstellt. Sie begann bereits mit sechs Jahren mit der Schauspielerei, war ein Mitglied der Gruppe The Broadway Kids und spielte ebenso in Fernsehserien wie Nip/Tuck – Schönheit hat ihren Preis, One Tree Hill, Boston Public, Law & Order und The Closer mit. In der US-amerikanischen Version des Disney-Films Bambi 2 – Der Herr der Wälder lieh sie der jungen Feline und in Final Fantasy VII: Crisis Core (für die PSP) Aerith ihre Stimme.

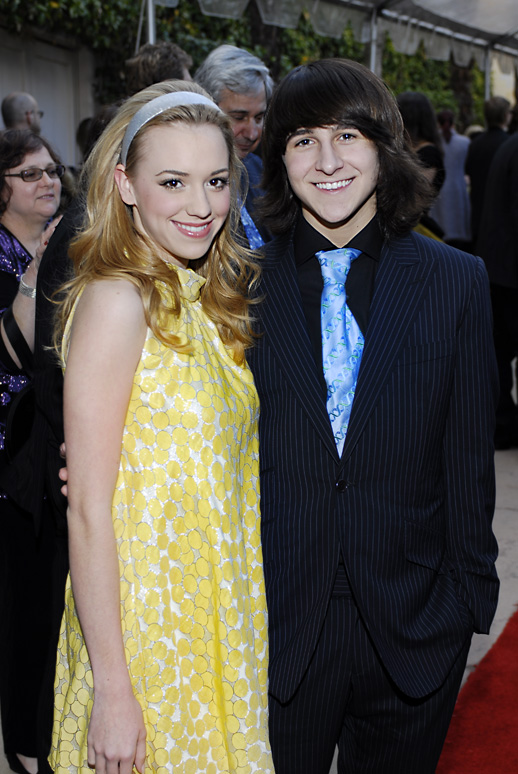
Bowen mit Mitchel Musso (2007)

2009 hatte sie einen Gastauftritt in der Fernsehserie Ghost Whisperer – Stimmen aus dem Jenseits (Folge 4.15).
Bowen ist mit ihrem Schauspielkollegen Josh Zuckerman zusammen.

## Filmografie

### Serien
- 1996–1997: Law & Order (zwei Folgen)
- 2001: Law & Order: Special Victims Unit (eine Folge)
- 2001: Third Watch – Einsatz am Limit (Third Watch, Folge 3x04)
- 2002: Arli$$ (Folge 7x03)
- 2003: Boston Public (drei Folgen)
- 2003: One Tree Hill (Folge 1x09)
- 2003: Strong Medicine: Zwei Ärztinnen wie Feuer und Eis (Strong Medicine, Folge 4x17)
- 2004–2012: Desperate Housewives (106 Folgen)
- 2005: Without a Trace – Spurlos verschwunden (Without a Trace, Folge 4x08)
- 2008: The Closer (Folge 4x03)
- 2009: Ghost Whisperer – Stimmen aus dem Jenseits (Ghost Whisperer, Folge 4x15)
- 2011: Hawaii Five-0 (Folge 1x22)
- 2012: The Secret Life of the American Teenager (Folge 4x21)
- 2013: Scandal (Folge 2x17)
- 2021: Station 19 (Folge 5x08)

### Filme
- 1996: Ein Engel in New York (Un angelo a New York, Fernsehfilm)
- 2002: That Was Then
- 2003: Red Riding Hood
- 2004: Felix the Cat saves Christmas
- 2005: Luckey Quarter
- 2006: Die Delfinflüsterin (Eye of the Dolphin)
- 2006: Red Riding Hood – Rotkäppchen kehrt zurück (Red Riding Hood)
- 2007: Girl, Positive (Fernsehfilm)
- 2010: After the Fall (Fernsehfilm)
- 2012: Divorce Invitation
- 2012: The Preacher's Daughter (Fernsehfilm)
- 2013: G.B.F
- 2014: Zoe Gone
- 2015: Jonny's Sweet Revenge
- 2016: Under Fire (Fernsehfilm)
- 2016: Pretty Little Addict (Fernsehfilm)
- 2017: Weihnachten, die Liebe und meine Schwiegereltern (Wedding Wonderland)
- 2020: Sinister Sister (Fernsehfilm)
- 2022: Hall Pass Nightmare (Fernsehfilm)

### Synchronisationen
- 1999: The Longest Journey (Videospiel)
- 2003: Extreme Skate Adventure (Videospiel)
- 2003: The Cat in the Hat (Videospiel, Stimme von Sally)
- 2004: Party Wagon
- 2005: Final Fantasy VII: Advent Children
- 2006: Bambi 2 – Der Herr der Wälder (Bambi II)
- 2006: The Texas Panhandler
- 2006–2007, 2009: King of the Hill (Animationsserie, 3 Folgen)
- 2008: Crisis Core: Final Fantasy VII (Videospiel, Stimme von Aerith Gainsborough)
- 2010: Batman: The Brave and the Bold (Animationsserie, Folge 2x06, Stimme von Talia)
- 2011: Dissidia 012 Final Fantasy (Videospiel, Stimme von Aerith Gainsborough)
- 2012: Twinkle Toes
- 2014: Fainaru fantajî Ekusupurôrâzu (Videospiel)
- 2019: Kingdom Hearts III (Videospiel)